# Frederick Hervey (2e marquis de Bristol)
Frederick William Hervey, (15 juillet 1800 - 30 octobre 1864) est un homme politique conservateur britannique. Il est trésorier de la maison de Robert Peel entre 1841 et 1846. Il est titré Lord Hervey de 1803 à 1826 et comte Jermyn de 1826 à 1859 et 2e marquis de Bristol après cette date.

## Jeunesse
Il est né à Portland Place, Marylebone, Londres, le fils aîné de Frederick Hervey (1er marquis de Bristol), et sa femme Elizabeth Albana Upton fille de Clotworthy Upton, 1er baron Templetown. Arthur Hervey est son frère cadet. Il fait ses études au Collège d'Eton et au Trinity College, à Cambridge .

## Carrière politique
Titré comte Jermyn après que son père ait été élevé au rang de marquis en 1826, il devient député, l'un des deux représentants de Bury St Edmunds la même année,. En 1841, il est admis au Conseil privé et nommé trésorier de la Maison sous l'administration conservatrice de Robert Peel poste qu'il conserve jusqu'à la chute du gouvernement en 1846. Il continue à représenter Bury St Edmunds au Parlement jusqu'en 1859, date à laquelle il succède à son père comme marquis et entre à la Chambre des lords,. Outre sa carrière politique, il est également colonel de la milice du Suffolk occidental et membre de la Society of Antiquaries.

## Famille
Lord Bristol épouse Katherine Isabella Manners, fille de John Manners (5e duc de Rutland), en 1830. Ils ont quatre fils et trois filles:
- Elizabeth Frederica Hervey (1832? - 1er juin 1856)
- Mary Katharine Isabella Hervey (1833? - 1er août 1928)
- Frederick Hervey (3e marquis de Bristol) (28 juin 1834 - 7 août 1907)
- Augustus Hervey (1837-1875) (2 août 1837 - 28 mai 1875)
- John William Nicholas Hervey (15 novembre 1841 - 25 février 1902)
- Adeliza Georgiana Hervey (17 août 1843 – 7 novembre 1911)
- Francis Hervey (16 octobre 1846 - 10 janvier 1931)

La marquise de Bristol meurt de la variole à l'âge de 39 ans, au 47 Eaton Place de Londres, le 20 avril 1848. Lord Bristol reste veuf jusqu'à sa mort à Ickworth House, dans le Suffolk, le 30 octobre 1864, à l'âge de 64 ans. Il est remplacé comme marquis par son fils aîné, Frédéric.